# Luc Auguste Sangaré
Luc Auguste Sangaré (* 20. Juni 1925 in Ségou, Mali; † 11. Februar 1998 in Bamako) war ein Theologe aus dem westafrikanischen Staat Mali und Erzbischof von Bamako.

## Leben
Luc Sangaré empfing am 12. September 1954 das Sakrament der Priesterweihe. Am 26. Mai 1962 wurde er zum Erzbischof von Bamako geweiht und war damit erster einheimischer Bischof von Bamako, nachdem zuvor immer die Gesellschaft der Missionare von Afrika die Bischöfe gestellt hatte. Bis zu seinem Tod im Jahre 1998 war Sangaré im islamisch dominierten Mali ein geachteter Meinungsführer, der auch bei der muslimischen Mehrheit des Landes hohe Anerkennung genoss.